# リベラ (海運業)
リベラ株式会社（LIBERA CORPORATION）は、海運業を営む企業である。
経営破綻した旧・東日本フェリーを吸収合併し、国内フェリー事業へ進出した（その後分社化）。2007年4月、商号をリベラホールディングス株式会社に変更し、持株会社制に移行したが、その後フェリー部門を統括する持株会社として「ブルーオーシャン株式会社」を設立し、2009年5月、子会社のリベラ株式会社を吸収合併した上で商号をリベラ株式会社へ戻した。

## 事業所
- 本社：広島県呉市中央一丁目4-24 リベラビル
- 東京支店：東京都千代田区霞が関3丁目2-4 霞が関ビル31階
- 札幌支店：北海道札幌市中央区大通西5丁目1番地1　札幌ロプロビル

## 沿革
- 1974年（昭和49年）3月 - 東洋汽船株式会社設立。
- 1989年（平成元年）7月 - リベラ株式会社に商号変更。
- 2004年（平成16年）
  - 10月8日 - 会社更生法適用申請中の東日本フェリーに対し、支援を表明。
  - 12月 - 船舶管理事業から撤退。
- 2005年（平成17年）8月1日 - 当社を存続会社とし、東日本フェリーとグループ会社3社（九越フェリー、東日本観光サービス、東日本輸送）を合併。
- 2006年（平成18年）10月 - フェリー事業を分割・事業継承する目的で、100%出資の子会社（新）東日本フェリー株式会社を設立。
- 2007年（平成19年）
  - 3月1日 - フェリー事業を分割し、東日本フェリーへ事業譲渡。
  - 4月1日 - リベラがリベラホールディングス株式会社に、子会社・リベラヒューマンリソースが（新）リベラ株式会社に、それぞれ商号変更し、持株会社制に移行。
- 2008年（平成20年）
  - 10月 - 新たにフェリー部門を統括する中間持株会社として「ブルーオーシャン株式会社」を設立。また、木曽カントリー倶楽部を運営する木曾高原開発のスポンサーに選定される。
  - 12月1日 - 東日本フェリー、全航路を廃止。津軽海峡航路のみ道南自動車フェリー（現・津軽海峡フェリー）に継承。
- 2009年（平成21年）
  - 5月1日 - リベラホールディングスがリベラ（旧・リベラヒューマンリソース）を吸収合併し、商号をリベラ株式会社に変更。
  - 5月14日 - 木曾高原開発より事業譲渡を受けたT&T株式会社の株式を、株式会社井口に譲渡。
- 2010年（平成22年）10月1日 - フローリッシュリアルエステート株式会社を吸収合併。
- 2011年（平成23年）1月31日 - トーワシップ債権回収株式会社を解散。

## 関連会社
- ブルーオーシャン株式会社（フェリー部門を統括する中間持株会社）
  - 津軽海峡フェリー株式会社（国内フェリー事業）
  - HNFエージェンシー株式会社（港湾代理店事業）
  - シアーズ・ジャパン株式会社（ターミナル事業、旅行業）
  - A&H株式会社（ターミナルの不動産所有・管理・賃貸事業）
- 東洋汽船株式会社（外航海運事業、船主業）